# Chemistry International
Chemistry International è una rivista di chimica prodotta dalla IUPAC. Il direttore della rivista è la Dr. Fabienne Meyers (Dipartimento di Chimica, BU). Secondo il suo sito web, inizialmente usciva ogni due mesi, mentre dal 2017, viene pubblicata trimestralmente, con un numero a gennaio, aprile, luglio e ottobre.

## Contenuti
Chemistry International fornisce notizie sulla IUPAC, i suoi chimici, pubblicazioni, raccomandazioni, conferenze e il lavoro delle sue divisioni e comitati insieme a articoli speciali. In riconoscimento del centenario di IUPAC nel 2019, è stata avviata una nuova iniziativa, detta Top 10 Emerging Technologies in Chemistry. Lo scopo è quello di mostrare il valore della chimica e dei chimici e su come le scienze chimiche contribuiscono al benessere della società e alla sostenibilità del pianeta Terra.
De Gruyter è una casa editrice che collabora con la IUPAC. Oltre a Chemistry International, pubblica la rivista mensile di punta della società, Pure Appl. Chem., la rivista ad accesso aperto Chemistry Teacher International, ed infine la banca di dati detta IUPAC Standards Database. È possibile trovare collegamenti a tutti questi sulla homepage De Gruyter Online, dove si accede ai contenuti speciali e ai contenuti delle riviste passate.

## Servizi d'indicizzazione e di abstract
La rivista viene riportata dalle seguenti basi di dati bibliografiche:
- CAS (ACS)
- CAS/SciFinder (ACS)
- CNKI Scholar (Università Tsinghua)
- EBSCOhost (EBSCO Industries)
- JournalSeek (Genamics, USA)
- Google Scholar (Google LLC)
- JST (NRDA, JP)
- J-Gate (Informatics India Ltd, IN)
- Microsoft Academic (Microsoft)

- MyScienceWork (Parigi)
- Primo Central (Ex Libris Group, IL)
- Publons (Clarivate Analytics)
- ReadCube (Digital Science, UK)
- Semantic Scholar (Allen Institute for AI, Seattle)
- Sherpa/RoMEO (Sherpa, UK)
- Summon Service (ProQuest LLC)
- Ulrich's Periodicals Directory/ulrichsweb (ProQuest LLC)
- WorldCat (OCLC)